# 7–11° celsius
7–11° celsius (engelska: Altered Carbon) är en science fictionroman av Richard K. Morgan utgiven 2002. Den svenska översättningen utgavs 2006. Romanen utspelar sig i en framtid där interstellära resor sker genom att överföra medvetande från en kropp till en annan. Romanen följer Takeshi Kovacs, en privatdetektiv och före detta elitsoldat som får uppdraget att undersöka en rik mans död. 7-11° celsius har fått två uppföljare, Broken Angels och Woken Furies.
En tv-serie baserad på boken, också med namnet Altered Carbon, hade premiär på Netflix 2018.